# Reversibel reaktion
En reversibel reaktion er en kemisk reaktion, der resulterer i en kemisk ligevægt mellem reaktanter og produkter. Ved en reversibel reaktion, kan reaktionen foregå begge veje. Det betyder, at produktet eller produkterne fra reaktionen kan reagere, hvor resultatet fra deres reaktion, netop er reaktanterne fra første reaktion. Ved en reaktion med 2 reaktanter og 2 produkter, kan reaktionen beskrives sådan:
a + b ⇌ c + d
hvor a og b kan reagere til c og d, og c og d kan reagere til a og b.
Ved en reversibel reaktion, markeres overgangen fra reaktanter til produkter i reaktionsskemaet med "dobbeltharpuner".
Et eksempel på en reversibel reaktion, er reaktion mellem Jern(III)ioner og thiocyanationer:
Fe3+(aq) + SCN-(aq) ⇌ FeSCN2+
| Kemi | Spire Denne artikel om kemi er en spire som bør udbygges. Du er velkommen til at hjælpe Wikipedia ved at udvide den. |